# Ghíkas Bótasis
Ghíkas Bótasis (grec moderne : Γκίκας Μπότασης) né vers 1797 et mort en 1831 à Nauplie était un homme politique grec qui participa à la guerre d'indépendance grecque.
Il fut membre de l'Assemblée nationale d'Épidaure en 1822. Il entra en 1825 dans l'Exécutif grec. Son frère Panagiótis Bótasis fut lui aussi député grec.

## Sources
- (el) Parlement grec, Μητρώο Πληρεξουσίων, Γερουσαστών και Βουλευτών. 1822-1935, Athènes, Parlement grec,‎ 1986, 159 p. (lire en ligne) [PDF]